# Mariano Suárez

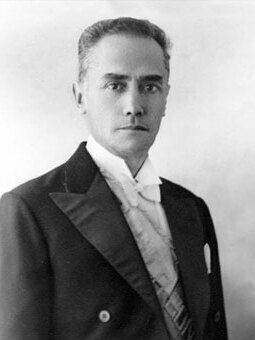
Mariano Suárez (um 1947)

Mariano Suárez Veintimilla (* 4. Juni 1897 in Otavalo; † 23. Oktober 1980 in Quito) war ein ecuadorianischer Anwalt, Politiker der Partido Conservador Ecuatoriano und vom 3. September 1947 bis zum 16. September 1947 Präsident seines Landes.
Suárez erwarb an der Universidad Central del Ecuador die Licenciatura in Politik- und Sozialwissenschaften und den Doktorgrad in Jura. Er war Abgeordneter des Nationalkongresses für Imbabura von 1931 bis 1935, als er ins Exil nach Chile gehen musste. Im Jahr 1935 wurde er durch das Exil des Parteiführers Jacinto Jijón y Caamaño Vorsitzender der Konservativen Partei. Von 1939 bis 1942 war Suárez erneut Abgeordneter des Nationalkongresses für Imbabura, 1942 auch Vizepräsident des Parlaments. Er nahm an der Revolution von 1944 teil. 1946 war er Abgeordneter und später Präsident der Verfassungsgebenden Versammlung für die Provinz Pichincha, 1947 wurde er Vizepräsident unter Velasco Ibarra. Nach einem Staatsstreich von Carlos Mancheno, der sich nur acht Tage an der Macht halten konnte, übernahm Suarez die Präsidentschaft, um sofort einen außerordentlichen Kongress einzuberufen, der Carlos Julio Arosemena Tola als neuen Präsidenten bestimmte.
Nach seiner kurzen Präsidentschaft war Suárez im Wahltribunal und in anderen staatlichen Institutionen seines Landes tätig.